# Ducados da Espanha
Esta é uma lista de ducados de Espanha.
 Os duques espanhois têm precedência sobre outras fileiras da nobreza, hoje em dia, todos detentores do título de Grandeza, i.e. Grande do Reino.

Grandeza de España
Coroa Ducal

| Título                               | Criação   | Donatário                                             | Extinção     | Casas |
| ------------------------------------ | --------- | ----------------------------------------------------- | ------------ | --- |
| Duque de Abrantes                    | 1642      | Alfonso de Láncastre y Láncastre                      | Ainda existe | Láncastre, Carvajal, Zuleta                                                                                      |
| Duque de Ahumada                     | 1836      | Pedro Agustín Girón y de las Casas                    | Ainda existe | Girón, Guzmán |
| Duque de Alagón                      | 1814      | Francisco Fernández de Córdoba y Glimes de Brabant    | 1841         | Sastágo, Fernandez, Córdoba                                                                                      |
| Duque de Alba de Tormes              | 1472      | García Álvarez de Toledo y Carrillo de Toledo         | Ainda existe | Toledo, Silva, FitzJames-Stuart                                                                                  |
| Duque de Alburquerque                | 1464      | Beltrán de la Cueva y Mercado                         | Ainda existe | la Cueva, Osorio                                                                                                 |
| Duque de Alcalá de los Gazules       | 1558      | Per Afán de Ribera y Portocarrero                     | Ainda existe | Ribera, Enríquez, la Cerda, Córdoba                                                                              |
| Duque de la Alcúdia                  | 1792      | Manuel Godoy y Álvarez-Faria                          | Ainda existe | Godoy, Borbón, Rúspoli                                                                                           |
| Duque de Algeciras                   | 1906      | Isabel Gutiérrez de Castro y Cossío                   | Ainda existe | Castro, Hoyos, Carrizosa                                                                                         |
| Duque de Algete                      | 1728      | Cristóbal de Moscoso y Montemayor                     | Ainda existe | Moscoso, Zayas, Osorio, Villavicencio, Osorio                                                                    |
| Duque de Aliaga                      | 1487      | Juan Fernández de Híjar y Cabrera                     | Ainda existe | Híjar, Silva, FitzJames-Stuart, Martínez de Irujo                                                                |
| Duque de Almazán                     | 1698      | Bernardo Abarca de Bolea y Hornes                     | Ainda existe | Abarca, Silva, Mariátegui, FitzJames-Stuart                                                                      |
| Duque de Almazán de Saint Priest     | 1830      | Luis Emmanuel Marie de Guignard                       | Ainda existe | Castellane |
| Duque de Almenara Alta               | 1820      | Juan Antonio Clasquerri                               | Ainda existe | Fivaller, Martorell                                                                                              |
| Duque de Almodóvar del Campo         | 1807      | Diego Godoy y Álvarez Faria                           | 1841         | 1º & último Duque                                                                                                |
| Duque de Almodóvar del Río           | 1780      | Pedro Francisco de Luján y Góngora                    | Ainda existe | Luján, Centelles, Fernández de Córdoba, Hoces, Sánchez, Hoyos                                                    |
| Duque de Almodóvar del Valle         | 1871      | Eloisa Martel y Fernández de Córdoba                  | Ainda existe | Martel, Rosales                                                                                                  |
| Duque de Amalfi                      | 1642      | Octavio Piccolomini de Aragón                         | Ainda existe | Piccolomini, Fuster, Zayas, Cotoner, Seoane                                                                      |
| Duque de Andria                      | 1507      | Gonzalo Fernández de Córdoba                          | 1552         | 1º & último Duque                                                                                                |
| Duque de Andria                      | 1904      | José Alfonso de Bustos y Ruiz de Arana                | Ainda existe | Bustos, Togores                                                                                                  |
| Duque de Ánsola                      | 1887      | Luis de Jesús de Borbón y Borbón-Braganza             | Ainda existe | Borbón, Walford                                                                                                  |
| Duque del Arco                       | 1715      | Alonso Manrique de Lara y Silva                       | Ainda existe | Manrique de Lara, Lasso de la Vega, Solís, Osorio, Falco                                                         |
| Duque de Arcos                       | 1493      | Rodrigo Ponce de León y Ponce de León                 | Ainda existe | Ponce de León, Pimentel, Téllez-Girón, Brunetti, Solís-Beaumont                                                  |
| Duque de Arévalo                     | 1469      | Álvaro de Zúñiga y Guzmán                             | 1475         | 1º & último Duque                                                                                                |
| Duque de Arévalo del Rey             | 1903      | Arturo Pardo y Manuel de Villena                      | Ainda existe | Pardo-Manuel de Villena, Lojendio                                                                                |
| Duque de Arión                       | 1725      | Baltasar de Zúñiga y Guzmán                           | Ainda existe | Zúñiga, Pimentel, Velasco, Pacheco, Córdoba                                                                      |
| Duque de Arjona                      | 1423      | Fadrique Enríquez de Castilla                         | Ainda existe | Lemos, FitzJames-Stuart, Martínez de Irujo                                                                       |
| Duque de Atrisco                     | 1708      | José Sarmiento de Valladares y Arinés                 | Ainda existe | Sarmiento de Valladares, Guzmán, Osorio de Moscoso, Bauffremont, Barón                                           |
| Duque de Aveyro                      | 1681      | María de Guadalupe de Láncastre y Cárdenas Manrique   | Ainda existe | Láncastre, Ponce de León, Carvajal                                                                               |
| Duque de Badajoz                     | 1454      | Hernán Gómez de Cáceres y Solís                       | 1470         | 1º & último Duque                                                                                                |
| Duque de Badajoz                     | 1967      | Infanta Pilar de Borbón                               | 2020         | 1º & último Duque                                                                                                |
| Duque de Baena                       | 1566      | Gonzalo Fernández de Córdoba y Fernández de Córdoba   | Ainda existe | Fernández de Córdoba, Arana                                                                                      |
| Duque de Bailén                      | 1833      | Francisco Javier Castaños y Aragorri                  | Ainda existe | Castaños, Carondelet, Fernández de Córdoba, Cavero                                                               |
| Duque de Baños                       | 1699      | Gabriel Ponce de León y Manrique de Lara              | 1745         | 1º & último Duque                                                                                                |
| Duque de Baños                       | 1751      | Antonio Ponce de León y Láncastre                     | 1780         | 1º & último Duque                                                                                                |
| Duque de Baños                       | 1875      | Antonio Ramos de Meneses-Ramírez y Morillas-Carrillo  | 2011         | Meneses-Ramírez, Casanova-Cárdenas                                                                               |
| Duque de Béjar                       | 1485      | Álvaro de Zúñiga y Guzmán                             | Ainda existe | Zúñiga, Pimentel, Téllez-Girón, Roca de Togores                                                                  |
| Duque de Benavente                   | 1370      | Fadrique de Castilla y Ponce de León                  | 1394         | 1º & último Duque                                                                                                |
| Duque de Benavente                   | 1473      | Rodrigo Alonso y Pimentel                             | Ainda existe | Pimentel, Téllez-Girón                                                                                           |
| Duque de Bivona                      | 1865      | José María Álvarez de Toledo y Palafox                | Ainda existe | Álvarez de Toledo, Falcó                                                                                         |
| Duque de Cádis                       | 1484      | Rodrigo Ponce de León y Núñez                         | 1493         | Ponce de León |
| Duque de Cádis                       | 1822      | Francisco de Asís de Borbón y Borbón-Dos Sicilias     | 1902         | Borbón |
| Duque de Cádis                       | 1972      | Alfonso de Borbón y Dampierre                         | 1989         | 1º & último Duque                                                                                                |
| Duque de Camiña                      | 1619      | Miguel de Meneses y Noroña                            | Ainda existe | Meneses, Portocarrero, Moncada, Córdoba                                                                          |
| Duque de Canalejas                   | 1912      | María de la Purificación Fernández y Cadenas          | Ainda existe | Fernández |
| Duque de Cánovas del Castillo        | 1901      | Joaquina de Osma y Zavala                             | Ainda existe | Cánovas del Castillo, Arión                                                                                      |
| Duque de Cardona                     | 1491      | Juan Folch de Cardona y Urgel                         | Ainda existe | Cardona, Aragón, la Cerda, Córdoba,                                                                              |
| Duque de Carrero Blanco              | 1973      | Luis Carrero Blanco                                   | 2022         | Carrero-Blanco                                                                                                   |
| Duque de los Castillejos             | 1871      | Juan Prim y Agüero                                    | Ainda existe | Prim |
| Duque de Castro-Enríquez             | 1858      | María de la Cruz Álvarez y Alonso                     | Ainda existe | Álvarez |
| Duque de Castro-Terreño              | 1825      | Prudencio de Guadalfajara y Aguilera                  | Ainda existe | Nadal |
| Duque de Ciudad Real                 | 1613      | Alonso de Idiáquez de Butrón y Múgica                 | Ainda existe | Idiáquez, Pimentel, Orozco, Osorio, Salabert, Córdoba                                                            |
| Duque de Ciudad Rodrigo              | 1812      | Arthur Wellesley                                      | Ainda existe | Wellesley |
| Duque de la Conquista                | 1847      | José María Jerónimo de Villaroel e Ibarrola           | Ainda existe | Castro, Villaroel, Quindós, Arenillas                                                                            |
| Duque de Dato                        | 1921      | María del Carmen Barrenechea y Montegui               | Ainda existe | Dato, Espinosa de los Monteros                                                                                   |
| Duque de Denia                       | 1886      | Ángela María Apolonia Pérez de Barradas y Bernuy      | Ainda existe | Pérez de Barradas, Fernández de Córdoba, Hohenlohe-Langenburg                                                    |
| Duque de Dúrcal                      | 1885      | Pedro de Alcántara de Borbón y Borbón                 | Ainda existe | Borbón |
| Duque de Escalona                    | 1472      | Juan Fernández Pacheco y Téllez Girón                 | Ainda existe | Pacheco, Velasco, Girón, Martorell, Soto                                                                         |
| Duque de Estremera                   | 1568      | Ruy Gómez de Silva                                    | Ainda existe | Mendoza |
| Duque de Feria                       | 1567      | Gómez Suárez de Figueroa                              | Ainda existe | Figueroa, Córdoba, Feria                                                                                         |
| Duque de Fernán Núñez                | 1817      | Carlos Gutiérrez de los Ríos y Sarmiento de Sotomayor | Ainda existe | Gutiérrez de los Ríos, Solís, Falcó                                                                              |
| Duque de Fernández-Miranda           | 1977      | Torcuato Fernández Miranda y Hevia                    | Ainda existe | Fernández-Miranda                                                                                                |
| Duque de Fernandina                  | 1559      | García Álvarez de Toledo y Osorio                     | Ainda existe | Toledo, González de Gregorio                                                                                     |
| Duque de Francavilla                 | 1555      | Diego Hurtado de Mendoza                              | Ainda existe | Mendoza, Silva, Toledo, Arteaga                                                                                  |
| Duque de Franco                      | 1975      | Carmen Franco y Polo                                  | 2022         | Franco, Martínez-Bordiú                                                                                          |
| Duque de Frías                       | 1492      | Bernardino Fernández de Velasco y Mendoza             | Ainda existe | Velasco, Soto |
| Duque de Galisteo                    | 1451      | Gabriel Manrique                                      | 1835         | Manrique de Lara, Álvarez de Toledo, Silva, Fitz-James Stuart                                                    |
| Duque de Galisteo                    | 1871      | María de la Asunción Fitz-James Stuart                | Ainda existe | Fitz-James Stuart, Mesía del Barco                                                                               |
| Duque de Gandía                      | 1485      | Pedro Luis de Borja                                   | Ainda existe | Borja, Alfonso-Pimentel, Téllez-Girón, Solís-Beaumont                                                            |
| Duque de Gor                         | 1803      | Nicolás Mauricio Álvarez de las Asturias Bohorques    | Ainda existe | Álvarez de las Asturias Bohorques                                                                                |
| Duque de Granada de Ega              | 1729      | Juan de Idiáquez y Eguía                              | Ainda existe | Idiáquez, Aragón-Azlor, Martos                                                                                   |
| Duque de Hernani                     | 1914      | Manfredo Luis de Borbón y Bernaldo de Quirós          | Ainda existe | Borbón |
| Duque de Híjar                       | 1483      | Juan Fernández de Híjar y Cabrera                     | Ainda existe | Híjar, Silva, Fitz-James Stuart, Martínez de Irujo                                                               |
| Duque de Hornachuelos                | 1868      | José Ramón de Hoces y González de Canales             | Ainda existe | Hoces |
| Duque de Huéscar                     | 1563      | María Josefa Pimentel y Girón                         | Ainda existe | Pimentel, Álvarez de Toledo, Silva, Fitz-James Stuart                                                            |
| Duque de Huete                       | 1474      | Lope Vázquez de Acuña y Carrillo de Albornoz          | Ainda existe | Acuña, Bustos |
| Duque del Infantado                  | 1475      | Diego Hurtado de Mendoza y Suárez de Figueroa         | Ainda existe | Mendoza, Gómez de Sandoval, Silva, Toledo, Téllez-Girón, Arteaga                                                 |
| Duque de las Torres                  | 1907      | Gonzalo de Figueroa y Torres                          | Ainda existe | Figueroa |
| Duque de Lécera                      | 1493      | Luis Fernández de Híjar y Beaumont                    | Ainda existe | Híjar, Silva |
| Duque de Lerma                       | 1599      | Francisco Gómez de Sandoval y Rojas                   | Ainda existe | Sandoval, Aragón, Silva, Toledo, Téllez-Girón, Fernández de Córdoba, Larios                                      |
| Duque de Linares                     | 1667      | Miguel de Noroña y Silva                              | Ainda existe | Noroña, Láncaser, Carvajal, Zuleta de Reales                                                                     |
| Duque de Liria y Jérica              | 1707      | Jacobo Fitz-James Stuart y Churchill                  | Ainda existe | Fitz-James Stuart                                                                                                |
| Duque de Losada                      | 1741      | José Fernández-Miranda Ponce de León                  | Ainda existe | Ponce de León, Miranda                                                                                           |
| Duque de Lugo                        | 1995      | Elena de Borbón y Grecia                              | Ainda existe | 1º & último Duque                                                                                                |
| Duque de Luna                        | 1512      | Juan José de Aragón y Sotomayor                       | Ainda existe | Aragón |
| Duque de Madrid                      | 1868      | Carlos de Borbón y Austria-Este                       | 2010         | Borbón |
| Duque de Mandas y Villanueva         | 1614      | Pedro Maza de Lizana y Carroz y Mendoza               | Ainda existe | Maza de Lizana, Mendoza, Zúñiga, Pimentel, Téllez-Girón, Brunetti, Henestrosa, Huerta                            |
| Duque de Maqueda                     | 1529      | Diego de Cárdenas y Enríquez                          | Ainda existe | Cárdenas, Mendoza, Láncaster, Ponce de León, Osorio de Moscoso, Casanova-Cárdenas                                |
| Duque de Marchena                    | 1885      | Francisco María de Borbón y Borbón                    | Ainda existe | Borbón, Walford                                                                                                  |
| Duque de Maura                       | 1930      | Gabriel Maura y Gamazo                                | Ainda existe | Maura, Pérez-Maura                                                                                               |
| Duque de Medina de las Torres        | 1625      | Gaspar de Guzmán y Pimentel                           | Ainda existe | Guzmán, Osorio de Moscoso, Ruiz de Bucesta                                                                       |
| Duque de Medina de Rioseco           | 1538      | Fernando Enríquez de Velasco                          | Ainda existe | Enríquez, Pimentel, Téllez-Girón, Latorre                                                                        |
| Duque de Medina Sidonia              | 1445      | Juan Alonso Pérez de Guzmán y Orozco                  | Ainda existe | Pérez de Guzmán, Álvarez de Toledo, González de Gregorio                                                         |
| Duque de Medinaceli                  | 1479      | Luis de la Cerda y de la Vega                         | Ainda existe | La Cerda, Fernández de Córdoba, Hohenlohe-Langenburg                                                             |
| Duque de Miranda                     | 1917      | Luis María de Silva y Carvajal                        | Ainda existe | Silva |
| Duque de Moctezuma de Tultengo       | 1865      | Antonio María Moctezuma-Marcilla de Teruel y Navarro  | Ainda existe | Moctezuma |
| Duque de Mola                        | 1948      | Emilio Mola Vidal                                     | 2022         | Mola |
| Duque de Montalto                    | 1507      | Gonzalo Fernández de Córdoba                          | Ainda existe | Fernández de Córdoba, Bustos                                                                                     |
| Duque de Montalto                    | 1507      | Fernando de Aragón y Guardato                         | 1955         | Aragón, Moncada, Álvarez de Toledo                                                                               |
| Duque de Montealegre                 | 1633      | Juan Gioeni de Cardona y Gravina                      | Ainda existe | Gioeni, Castillejo                                                                                               |
| Duque de Monteleón                   | 1527      | Ettore I Pignatelli                                   | Ainda existe | Pignatelli, Pérez de Barradas, Llanza, Pignatelli de Aragón                                                      |
| Duque de Montellano                  | 1705      | José de Solís y Valderrábano                          | Ainda existe | Solís, Osorio, Falcó                                                                                             |
| Duque de Montemar                    | 1735      | José Carrillo de Albornoz y Montiel                   | Ainda existe | Carrillo de Albornoz, Dávila, Ponce de León, Osorio                                                              |
| Duque de Montoro                     | 1660      | Luis Méndez de Haro y Guzmán                          | Ainda existe | Haro, Álvarez de Toledo, Silva, Fitz-James Stuart, Martínez de Irujo                                             |
| Duque de Nájera                      | 1482      | Pedro Manrique de Lara y Sandoval                     | Ainda existe | Manrique de Lara, Ponce de León, Guzmán, Zabala, García-Sancho, Travesedo                                        |
| Duque de Noblejas                    | 1829      | Mariano del Amparo de Chaves Villarroel y Rivadeneyra | Ainda existe | Chaves, Egaña |
| Conde-Duque de Olivares              | 1625      | Gaspar de Guzmán y Pimentel                           | Ainda existe | Guzmán, Méndez de Haro, Álvarez de Toledo, Silva, Fitz-James Stuart                                              |
| Duque de Osuna                       | 1562      | Pedro Téllez-Girón de la Cueva Velasco y Toledo       | Ainda existe | Téllez-Girón, Solís-Beaumont                                                                                     |
| Duque de la Palata                   | 1646      | Francisco Toralto de Aragón                           | Ainda existe | Toralto de Aragón, Híjar, Zapata de Calatayud, Azlor de Aragón, Urzáiz                                           |
| Duque de Palma de Mallorca           | 1997      | Cristina de Borbón y Grecia                           | 2015         | 1º & último Duque                                                                                                |
| Duque de Parcent                     | 1914      | Fernando de la Cerda y Carvajal                       | Ainda existe | Cernesio, Medinaceli, Granzow de la Cerda                                                                        |
| Duque de Pastrana                    | 1572      | Ruy Gómez de Silva                                    | Ainda existe | Silva, Álvarez de Toledo, Téllez-Girón, Bustos, Finat                                                            |
| Duque de Peñaranda de Duero          | 1608      | Juan de Zúñiga Avellaneda y Bazán                     | Ainda existe | Zúñiga, Palafox, Fitz-James Stuart                                                                               |
| Duque de Pinohermoso                 | 1907      | Enriqueta María Roca de Togores y Corradini           | Ainda existe | Roca de Togores, Pérez-Seoane, Barrera                                                                           |
| Duque de Plasencia                   | 1476      | Álvaro de Zúñiga y Guzmán                             | Ainda existe | Zúñiga, Pimentel, Téllez-Girón, Gayoso de los Cobos, Fernández de Henestrosa, Martorell, Solís-Beaumont, Rúspoli |
| Duque de Prim                        | 1871      | Francisca Agüero y González                           | Ainda existe | Agüero, Prim, Muntadas, Muntadas-Prim                                                                            |
| Duque de Primo de Rivera             | 1948      | José Antonio Primo de Rivera y Sáenz de Heredia       | 2022         | Primo de Rivera                                                                                                  |
| Duque de Regla                       | 1859      | Juan Nepomuceno Romero de Terreros y López de Peralta | Ainda existe | Romero de Terreros, Rincón-Gallardo, Fernández del Valle                                                         |
| Duque de Riánsares                   | 1844      | Agustín Fernando Muñoz y Sánchez                      | Ainda existe | Muñoz |
| Duque de Rivas                       | 1792/1793 | Juan Martín Pérez de Saavedra y Ramírez               | Ainda existe | Pérez de Saavedra, Ramírez de Saavedra, Sainz                                                                    |
| Duque de la Roca                     | 1793      | Vicente María de Vera de Aragón y Enríquez de Navarra | Ainda existe | Vera de Aragón, Alcázar, Hurtado de Amézaga, Saavedra, Fitz-James Stuart                                         |
| Duque de Rubí                        | 1920      | Valeriano Weyler y Nicolau                            | Ainda existe | Weyler |
| Duque de San Carlos                  | 1780      | Fermín Francisco de Carvajal-Vargas y Alarcón         | Ainda existe | Carvajal, Silva-Bazán, Fernández-Villaverde                                                                      |
| Duque de San Fernando de Quiroga     | 1815      | Joaquín José Melgarejo y Saurín                       | Ainda existe | Melgarejo, Losada                                                                                                |
| Duque de San Lorenzo de Valhermoso   | 1794      | Lorenzo Tadeo Fernández de Vilavicencio               | Ainda existe | Villavicencio, Cañas                                                                                             |
| Duque de San Miguel                  | 1625      | Juan Gravina y Cruillas                               | Ainda existe | Gravina, Castillejo                                                                                              |
| Duque de San Pedro de Galatino       | 1485      | Juan Castriota Scanderberg                            | Ainda existe | Castriota, Sanseverino, Spínola, Scotti, Quesada-Cañaveral, Medinilla                                            |
| Duque de San Ricardo                 | 1864      | Ricardo María de Arredondo                            | 1883         | Arredondo |
| Duque de Sanlúcar la Mayor           | 1625      | Gaspar de Guzmán y Pimentel                           | Ainda existe | Guzmán, Messía, Osorio de Moscoso, O'Shea, Arana                                                                 |
| Duque de Santa Cristina              | 1830      | Fulco Giordano Ruffo di Calabria y Santapau           | Ainda existe | Ruffo, Torrigiani, Álvarez de Toledo, Márquez                                                                    |
| Duque de Santa Elena                 | 1917      | Alberto Enrique de Borbón y Castellví                 | Ainda existe | Borbón |
| Duque de Santisteban del Puerto      | 1738      | Manuel de Benavides y Aragón                          | Ainda existe | Benavides, Fernández de Córdoba, Medina                                                                          |
| Duque de Santo Buono                 | 1958      | María de la Piedad Caro y Martínez de Irujo           | Ainda existe | Caro, Alcázar |
| Duque de Santoña                     | 1875      | Juan Manuel Manzanedo y González de la Teja           | Ainda existe | Manzanedo, Mitjans                                                                                               |
| Duque de Segorbe                     | 1469      | Enrique de Aragón y Pimentel                          | Ainda existe | Aragón, De la Cerda, Fernández de Córdoba, Medina                                                                |
| Duque de Segovia                     | 1933      | Jaime de Borbón y Battenberg                          | 1975         | 1º & último Duque                                                                                                |
| Duque de Seo de Urgel                | 1891      | Ramón Martínez de Campos y Rivera                     | Ainda existe | Martínez de Campos, Vilallonga                                                                                   |
| Duque de Sessa                       | 1507      | Gonzalo Fernández de Córdoba                          | Ainda existe | Fernández de Córdoba, Osorio de Moscoso, Barón                                                                   |
| Duque de Sevilla                     | 1823      | Enrique de Borbón y Borbón-Dos Sicilias               | Ainda existe | Borbón |
| Duque de Soma                        | 1502      | Ramón Folch de Cardona-Anglesola y Requesens          | Ainda existe | Cardona, Aragón, Córdoba, Osorio de Moscoso, Ruiz de Bucesta                                                     |
| Duque de Soria                       | 1370      | Bertrand du Guesclin                                  | 1375         | Guesclin |
| Duque de Soria                       | 1981      | Margarita de Borbón y Borbón                          | Ainda existe | Borbón |
| Duque de Sotomayor                   | 1703      | Fernando Álvarez de Sotomayor y Lima                  | Ainda existe | Sotomayor, Zatrillas, Alcázar, Martínez de Irujo                                                                 |
| Duque de Suárez                      | 1981      | Adolfo Suárez González                                | Ainda existe | Suárez, Romero                                                                                                   |
| Duque de Sueca                       | 1804      | Manuel Godoy y Álvarez-Faria                          | Ainda existe | Godoy, Rúspoli                                                                                                   |
| Duque de T'Serclaes                  | 1856      | José María Pérez de Guzmán y Liaño                    | Ainda existe | Pérez de Guzmán                                                                                                  |
| Duque de Talavera de la Reina        | 1914      | María Luisa de Silva y Fernández de Henestrosa        | Ainda existe | Silva-Bazán |
| Duque de Tamames                     | 1805      | Antonio María Mesía del Barco y Castro                | Ainda existe | Mesia |
| Duque de Tarancón                    | 1847      | Agustín Muñoz y Borbón                                | Ainda existe | Muñoz, Villate, Parra                                                                                            |
| Duque de Tarifa                      | 1886      | Ángela María Apolonia Pérez de Barradas y Bernuy      | Ainda existe | Pérez de Barradas, Fernández de Córdoba, Hohenlohe-Langenburg                                                    |
| Duque de Tetuán                      | 1860      | Leopoldo O'Donnell y Jorís                            | Ainda existe | O'Donnell |
| Duque de la Torre                    | 1862      | Francisco Serrano y Domínguez                         | Ainda existe | Serrano, Martínez de Campos                                                                                      |
| Duque de Tovar                       | 1906      | Rodrigo de Figueroa y Torres                          | Ainda existe | Figueroa |
| Duque de Uceda                       | 1610      | Cristóbal Gómez de Sandoval Rojas y de la Cerda       | Ainda existe | Sandoval, Pacheco, Téllez-Girón, Latorre                                                                         |
| Duque de la Unión de Cuba            | 1847      | Miguel Tacón y Rosique                                | Ainda existe | Tacón, Bernaldo de Quirós                                                                                        |
| Duque de Valencia                    | 1847      | Ramón María Narváez y Campos                          | Ainda existe | Narváez |
| Duque de la Vega                     | 1557      | Luis Colón y Álvarez de Toledo                        | Ainda existe | Colón, Veragua                                                                                                   |
| Duque de Veragua                     | 1537      | Luis Colón y Álvarez de Toledo                        | Ainda existe | Colón, Fitz-James Stuart                                                                                         |
| Duque de la Victoria                 | 1839      | Joaquín Baldomero Fernández-Espartero Álvarez de Toro | Ainda existe | Fernández-Espartero, Montesino-Espartero                                                                         |
| Duque de la Victoria de las Amezcoas | 1836      | Tomás Antonio de Zumalacárregui e Imaz                | Ainda existe | Zumalacárregui, Oraá                                                                                             |
| Duque de Villahermosa                | 1476      | Alfonso de Aragón y de Escobar                        | Ainda existe | Aragón, Aragón-Azlor, Urzáiz                                                                                     |
| Duque de Villena                     | 1336      | João Manuel de Castela                                | 1445         | Aragón, Manuel de Villena, Trastámara                                                                            |
| Duque de Vista-Alegre                | 1876      | Augusto Francisco Czartoryski y Muñoz                 | Ainda existe | Czartoryski, Sánchez de Toca                                                                                     |
| Duque de Vistahermosa                | 1879      | Ángel García-Loygorri y García de Tejada              | Ainda existe | García-Loygorri                                                                                                  |
| Duque de Zaragoza                    | 1834      | José Rebolledo de Palafox y Melzi                     | Ainda existe | Rebolledo de Palafox, Mencos, Álvarez de Toledo                                                                  |